# Pertti Kurikan Nimipäivät
Pertti Kurikan Nimipäivät (рус. Именины Пертти Курикка) — финская панк-группа, победительница национального отборочного тура, представлявшая Финляндию на конкурсе песни «Евровидение — 2015». Все музыканты финского коллектива страдают задержками в развитии: басист и ударник страдают от синдрома Дауна, вокалист от аутизма, гитарист от церебрального паралича. Группе посвящён документальный фильм 2012 года «Синдром панка».

## История
Группа была создана в 2009 году.
В 2015 году стали победителями национального отборочного тура с песней «Почему я должен» (Aina mun pitää) и представляли Финляндию на конкурсе песни «Евровидение — 2015». В Вене, по словам журналиста Yle Radio Suomi Санны Пирккалайнен, песню называли «ужасной», но группу — «восхитительной».
11 мая в Финляндии в честь группы была выпущена почтовая марка.
Выступление группы состоялось 19 мая 2015 года в первом полуфинале конкурса, однако коллектив не набрал достаточного количества баллов для выхода в финал.

## Состав

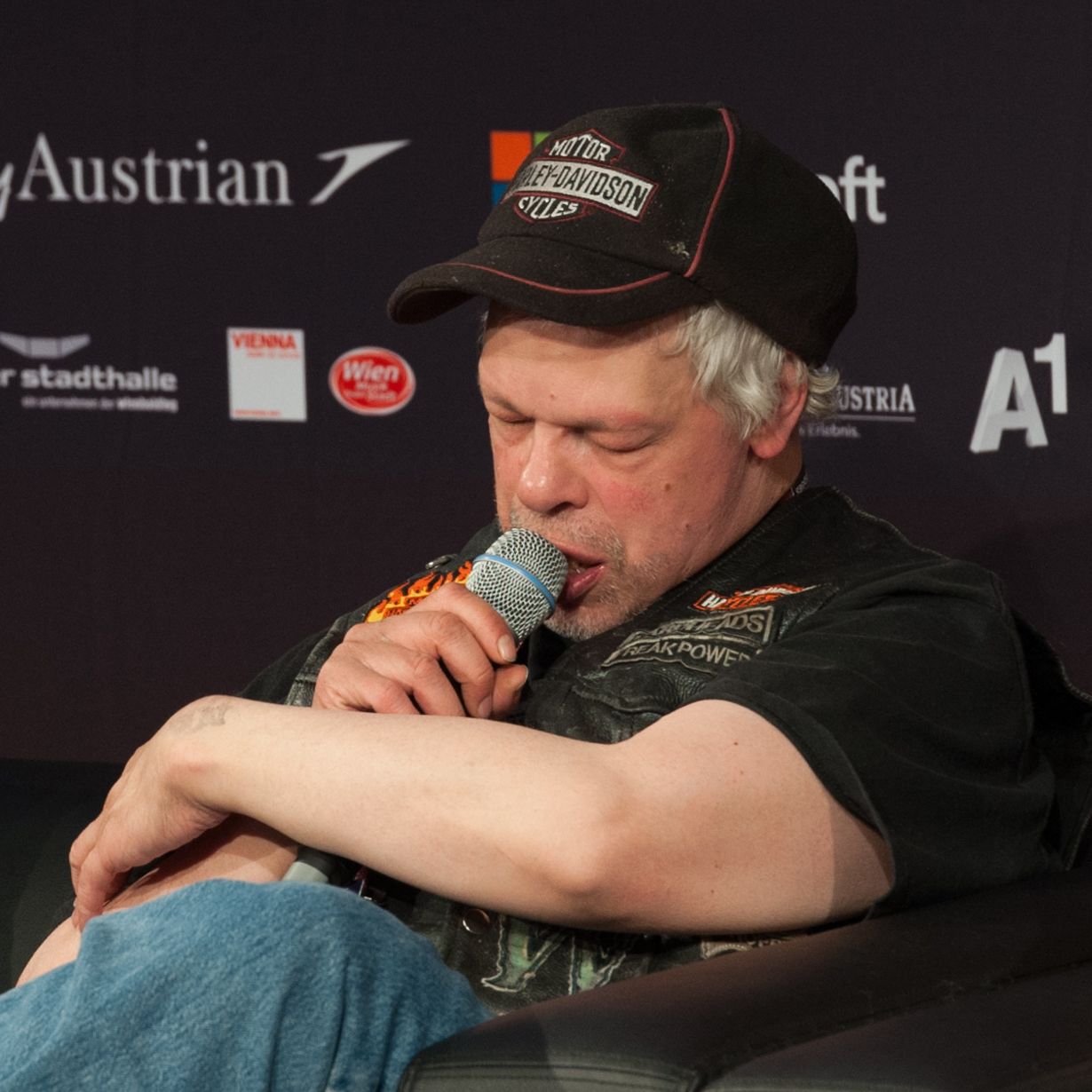
Кари Аалто

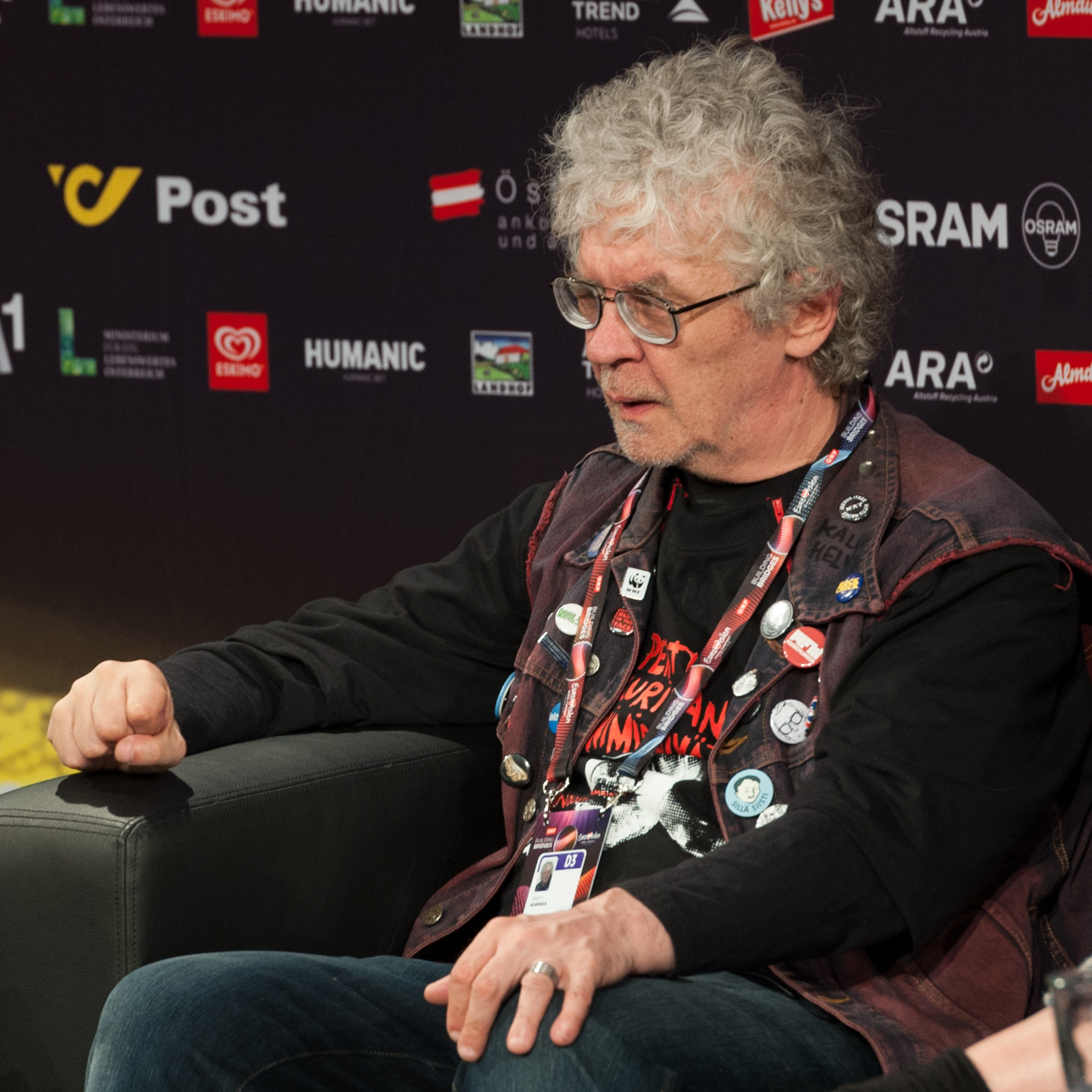
Пертти Курикка

- Пертти Курикка (гитарист, фронтмен). Родился 26 декабря 1956 в Вихти[5]. Является композитором всех песен группы и автором некоторых её текстов[6]. Диагноз: церебральный паралич. Прославился также тем, что выпустил аудиокассету[7] и аудиокнигу[8] с рассказами ужасов под псевдонимом «Калеви Хельветти». Редактор журнала «Kotipäivä»[9]. Панк-роком увлекается на протяжении более 30 лет, но при этом является меломаном[10]. Регулярно ходит в церковь, собирается оставить карьеру музыканта после 60-летия[10]. Играет на фортепиано, скрипке, органе, флейте-пикколо, цимбалах и фаготе[6].
- Кари Аалто (вокалист). Родился в 1976 в Тампере[11]. Автор текстов почти всех песен, друг Пертти Курикка по школе[12]. Диагноз: аутизм. Ведёт собственную передачу на радиостанции Bassoradio[13]. Играет на ударных инструментах, бас-гитаре и клавишных[12]. Является меломаном, как и Курикка, слушая разные стили рока и метала, а также поп-музыку и даже рэп[11][14]. В число его увлечений входят автомобили, мотоциклы и аниме[14][15]. Панк-рок называет не увлечением, а своим призванием[11].

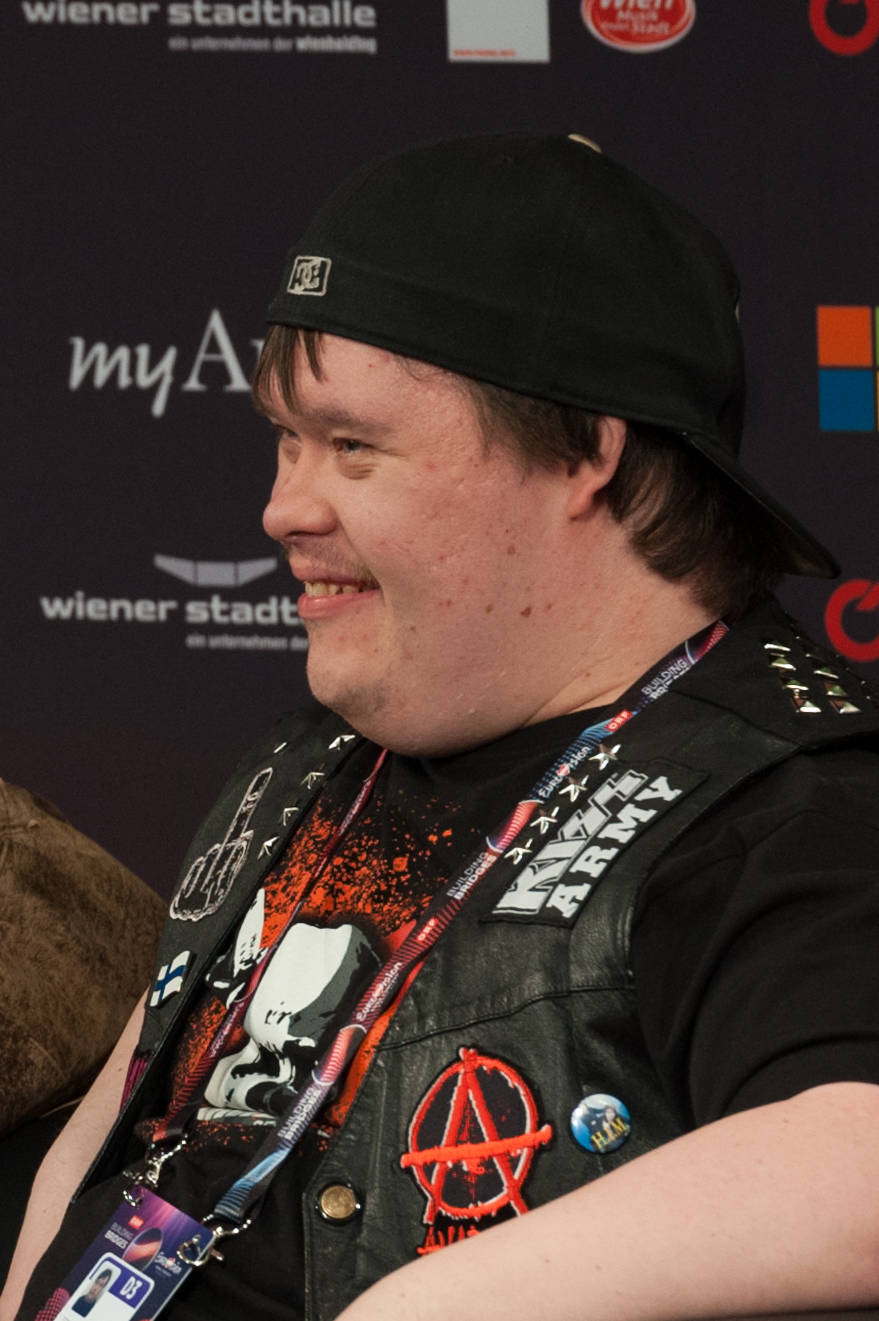
Тони Вялитало

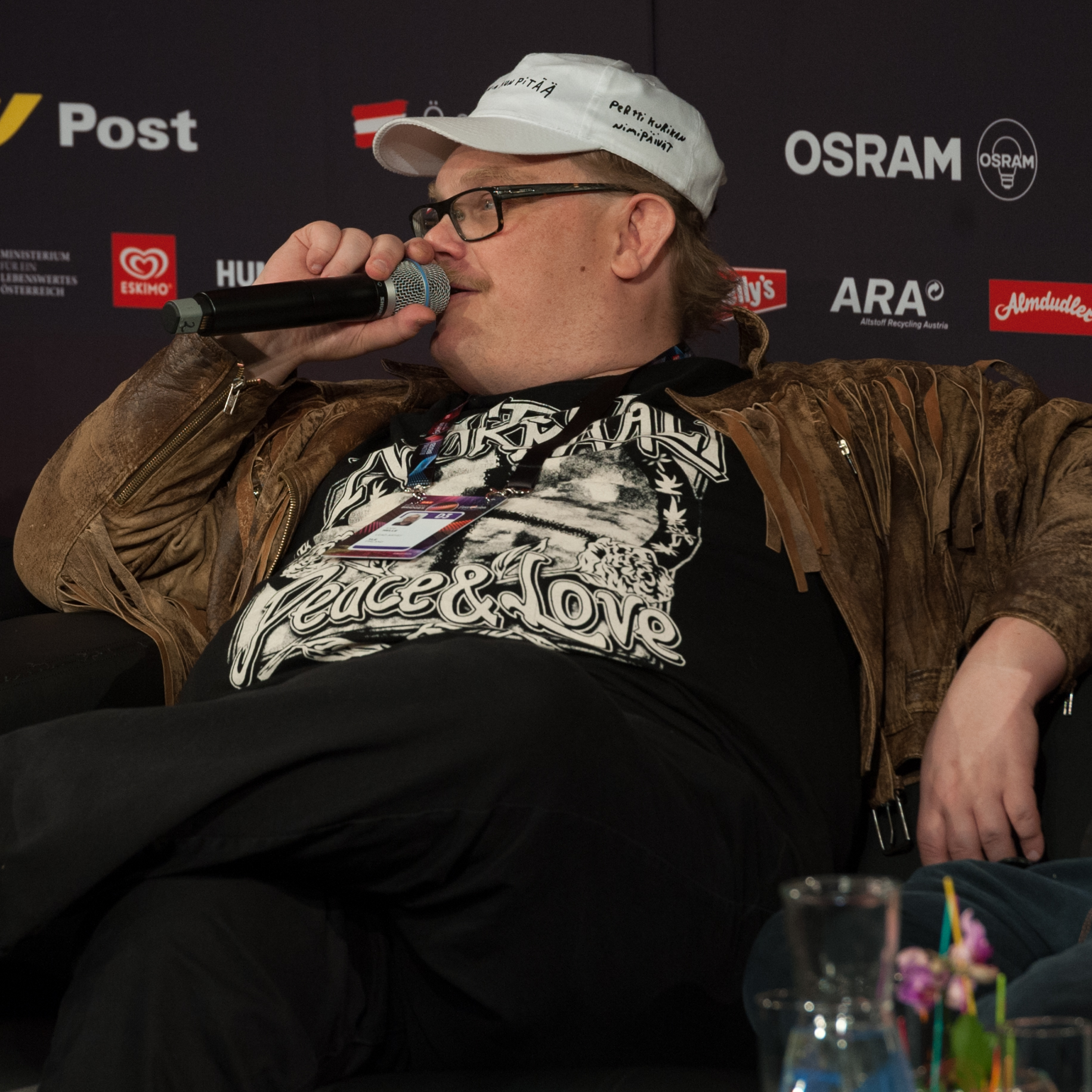
Сами Хелле

- Сами Хелле (бас-гитарист). Родился, предположительно, в 1973[5][12]. Диагноз: синдром Дауна. В детстве много путешествовал, проживал в США, Франции, Китае (Тибет) и России[5]. Член Центристской партии Финляндии[16], основатель благотворительной организации Me itse, помогающей инвалидам[17]. Собирается стать советником мэра Хельсинки и пройти в финский парламент[18].
- Тони Вялитало (ударник). Родился в 1982 или 1983 году[12]. Самый молодой музыкант группы[19]. Диагноз: синдром Дауна. Музыкой увлёкся в возрасте одного года, начав играть на барабанах[20]. Слушает различную музыку (в том числе блюз), но предпочитает шлягеры[20][21]
- Калле Паямаа (менеджер, аранжировщик). Родился в 1978 году. Неофициально называется пятым членом группы[22].

## Дискография

### Сборники
- 2012 Kuus kuppia kahvia ja yks kokis (Airiston Punk-levyt)
- 2012 Sikakovapaketti
- 2013 Coffee Not Tea (Constant Flux)
- 2015 The Best of Greatest Hits (Epic Records)

### Синглы
- 2010 Ei yhteiskunta yhtä miestä kaipaa (Airiston Punk-levyt/Red Lounge Records)
- 2011 Osaa eläimetkin pieree (Mauski Records/Punk & Pillu)
- 2011 Päättäjä on pettäjä (Hikinauhat Records)
- 2012 Asuntolaelämää (Airiston Punk-levyt)
- 2013 Jarmo (Airiston Punk-levyt/Punk & Pillu)
- 2014 Mongoloidi (Hikinauhat Records)
- 2014 Me ollaan runkkareita (JT Classics)
- 2015 Aina mun pitää (Sony Music)
- 2015 Mies haisee (Mauski Records/Punk & Pillu)